# NGC 2783
NGC 2783 ist eine elliptische Galaxie mit aktivem Galaxienkern vom Hubble-Typ E3 im Sternbild Krebs auf der Ekliptik. Sie ist schätzungsweise 299 Millionen Lichtjahre von der Milchstraße entfernt und hat einen Durchmesser von etwa 195.000 Lichtjahren. Gemeinsam mit IC 2449 bildet sie das isolierte Galaxienpaar KPG 192 oder Holm 113.

Im selben Himmelsareal befinden sich u. a. die Galaxien NGC 2789 und IC 2444.
Das Objekt wurde am 13. März 1785 vom deutsch-britischen Astronomen Wilhelm Herschel entdeckt.